# Albert Dietrich

Albert Dietrich

Albert Hermann Dietrich (Forsthaus Golk, bij Meißen, 28 augustus 1829 – Berlijn, 20 november 1908), was een Duits componist en dirigent, die meer dan wegens zijn eigen prestaties herinnerd wordt vanwege zijn vriendschap met Johannes Brahms.
Dietrich studeerde eerst aan het conservatorium van Leipzig, en vanaf 1851 studeerde hij compositie bij Robert Schumann in Düsseldorf. Schumann droeg zijn Märchenerzählungen (op. 132, 1853) aan Dietrich op. In Düsseldorf leerde Dietrich in oktober 1853 Johannes Brahms kennen. Hij werkte samen met Schumann en Brahms aan de F-A-E Sonate voor Joseph Joachim (Dietrich componeerde het eerste deel). Dietrich behoorde tot de nauwste vriendenkring rond Clara Schumann, Joseph Joachim en Johannes Brahms en maakte de geestelijke aftakeling van Robert Schumann van nabij mee.
Dietrich was enkele jaren stadsdirigent in Bonn, en van 1861 tot 1890 was hij muzikaal leider aan het hof van Oldenburg, waar Brahms hem vaak een bezoek bracht en waar hij veel van Brahms’ werken introduceerde. Het was in Dietrichs bibliotheek dat Brahms de dichtbundel van Friedrich Hölderlin ontdekte, dat hem de tekst leverde voor zijn Schicksalslied, waaraan hij begin met componeren toen hij de scheepswerf van Wilhelmshaven bezocht in gezelschap van Dietrich. Dietrich was ook behulpzaam in de voorbereidingen voor de première van Brahms' Ein deutsches Requiem in Bremen in 1868.
Dietrichs eigen werken omvatten onder meer de opera Robin Hood, een symfonie in d mineur (1869, opgedragen aan Brahms), een vioolconcert in dezelfde toonsoort (gecomponeerd voor Joseph Joachim maar in première gebracht in 1874 door Johann Lauterbach), een celloconcert, hoornconcert, koorwerken en verscheidene kamermuziekwerken waaronder twee pianotrio's.
Dietrichs Erinnerungen an Johannes Brahms, uitgegeven in Leipzig in 1898 was en is nog steeds een belangrijke biografische bron. De Brahms-onderzoeker David Brodbeck heeft gesuggereerd (The Cambridge Companion to Brahms, 1999) dat Dietrich de meest waarschijnlijke auteur is van het anonieme pianotrio in a majeur, ontdekt in 1924, dat door sommige wetenschappers aan Brahms wordt toegeschreven. Malcolm MacDonald (Brahms, 2e ed., 2001) hield echter vol dat Brahms de meest waarschijnlijke componist is, gebaseerd op de balans van stilistische eigenschappen.

## Oeuvre
- Kamermuziek
  - Eerste deel van de FAE-Sonate (frei aber einsam) voor viool en piano in a mineur (de sonate was een gezamenlijke compositie met Schumann en Brahms)
  - Trio voor piano, viool en cello nr. 1 in c mineur, op. 9
  - Trio voor piano, viool en cello nr. 2 in A majeur, op. 14
  - Sonate voor cello en piano in C majeur, op. 15

- Pianomuziek
  - Pianostukken op. 6
  - Sonate voor piano vierhandig in G majeur, op. 19

- Soloconcerten
  - Concertstuk voor hoorn en orkest in F majeur, op. 27
  - Concert voor viool en orkest in d mineur. op. 30
  - Concert voor cello en orkest in g mineur, op. 32

- Orkestwerken
  - Symfonie in d mineur, op. 20

- Theaterwerken
  - Robin Hood; opera in 3 aktes, op. 34
  - Cymbeline; toneelmuziek voor Shakespeares drama, op. 38 (ong. 1880)
  - Das Sonntagskind; opera
  - Die Braut vom Liebenstein; dramatische scene voor solostemmen, koor en orkest

- Koorwerken
  - Zes liederen voor gemengd koor, op. 21
    - Schottisches Lied
    - Nachglück
    - Frühlingsdrang
    - Schall der Nacht
    - Jagdlied
    - Mir träumt, ich läg wo Blüten sprangen